# Ein Fall für Jeff Jordan

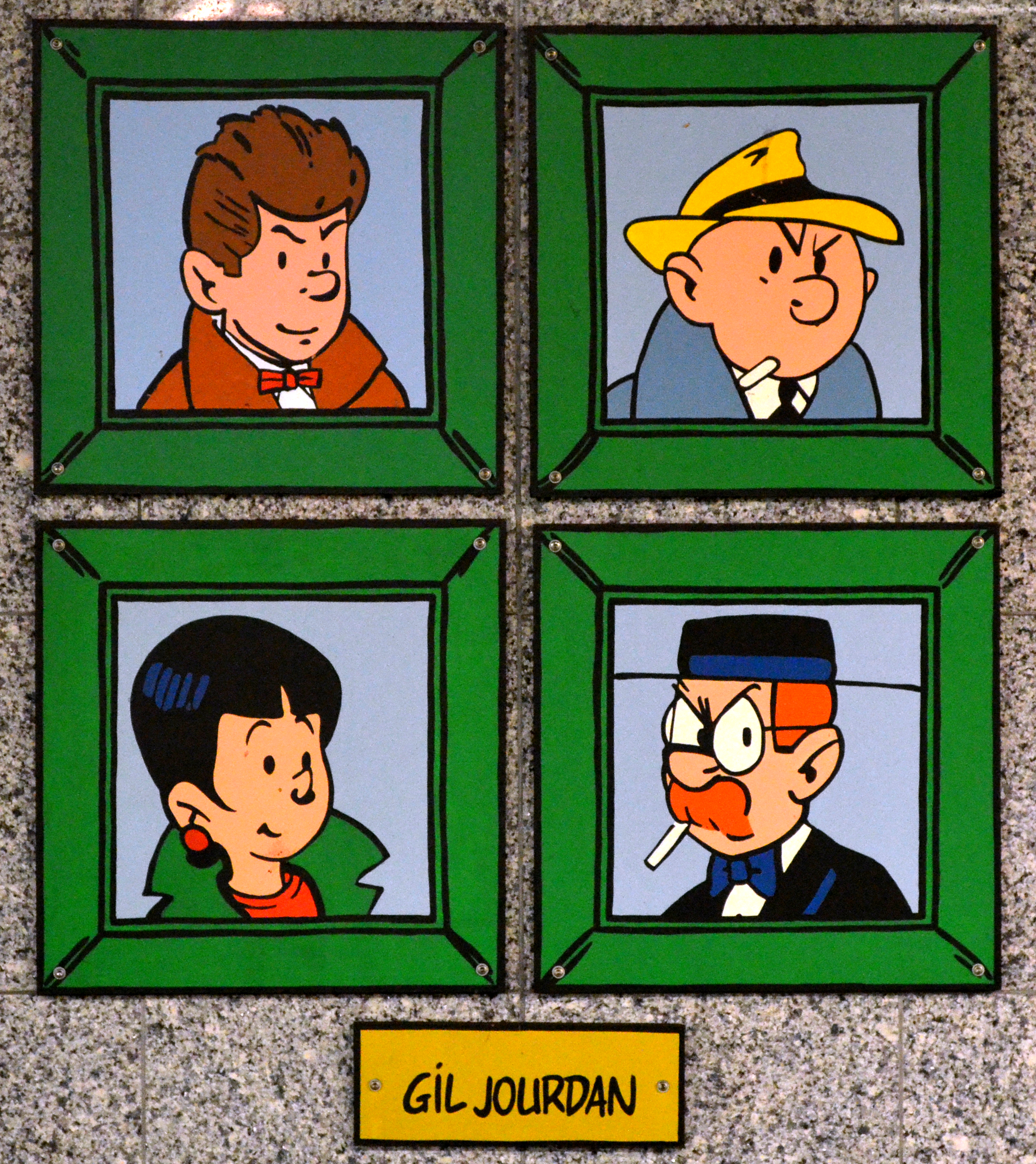

Ein Fall für Jeff Jordan (frz. Gil Jourdan) ist die wohl bekannteste Comicreihe des belgischen Comic-Zeichners und -Autors Maurice Tillieux. Sie handelt von einem Privatdetektiv, der mit seinem Team äußerst vertrackte Kriminalfälle aufklärt,  die von der Polizei nicht gelöst werden können. Ein Fall für Jeff Jordan erschien zunächst als Fortsetzung im Magazin Spirou, später wurden die Geschichten in insgesamt 16 Alben und einem Einzelband veröffentlicht; bei den Alben 13 bis 16 stammen nur die Szenarios von Tillieux, die Zeichnungen fertigte sein Assistent Gos an. Die Comics spielen Ende der 1950er- und Anfang der 1960er-Jahre, was man teils an den Wagen, teils an der zeittypischen Umgebung selbst feststellen kann.
Der Comic wurde eingedeutscht, was bedeutet, dass zum Beispiel der Name des Wohnorts der Hauptfiguren den Namen Großburgstadt bekam. Viele andere Läden, Namen und Unternehmen wurden ebenfalls eingedeutscht.
Mit dem Tod von Tillieux im Jahr 1978 endete die Serie, da zwar einige Künstler Kurzgeschichten als Hommage an Tillieux veröffentlichten, niemand aber die Serie offiziell weiterführte.

## Hauptcharaktere
Jeff Jordan (im Original: Gilbert Jourdan) arbeitet nach seinem Jurastudium als Privatdetektiv in Paris. Er trägt immer einen blauen Anzug und eine rote Fliege. Er wirkt nie als wirklicher Held, da seine Motivation scheinbar nur das Geldverdienen ist. Anfangs fährt Jeff noch eine gelbe Renault Dauphine, da diese jedoch zerstört wird, fährt er später einen roten Fiat Dino.
Theodor „Teddy“ Bär (im Original: André Papignolles, genannt Libellule) ist ein ehemaliger Krimineller, der als Teddy der Trickser bekannt war. Jeff Jordan hilft ihm, auf dem rechten Weg zu bleiben. Teddy ist ein Spezialist im Knacken von Safes. Er trägt stets einen gelben Anzug, ist etwas pummelig und mag wohl sehr gerne Schnaps. Er hat noch Kontakt mit seinen alten Verbrecher-Freunden, von denen Jeff Jordan aber alles weiß. Teddy scheint sich etwas in die Sekretärin Steffi Graf verliebt zu haben, er führt sie sogar manchmal zum Essen aus, was aber immer unschön endet, weil Teddy entweder einen seiner Witze erzählt, über die nur er lacht, oder Jeff einen neuen Auftrag bekommen hat.
Inspektor Stiesel (im Original: Inspecteur Jules Annibal Croûton) ist ein schusseliger Polizeiinspektor, dem es mit Jeff Jordan zusammen gelingt, die schwierigsten Fälle zu lösen. Seine Erkennungszeichen sind ein schwarzer Anzug (Totengräberanzug) und ein überdimensionierter Schnurrbart. Stiesels steter Kleinkrieg mit Teddy sorgt für die humoristischen Höhepunkte des Comics. Egal wo Jeff Jordan und Teddy Bär sich aufhalten, sie treffen Inspektor Stiesel immer per Zufall.
Steffi (später auch Steffi Graf, im Original: Queue-de-Cerise) ist Jeff Jordans burschikose Sekretärin, die Jeff und Teddy in der ersten Geschichte das Leben rettet. Sie sagt von Teddy, er sei ein kindischer Rüpel. Man sieht sie in den späteren Comics (Bände 9–16) allerdings nur noch selten.
Ähnlich Hergés Tim aus Tim und Struppi besitzt Jeff Jordan nur wenig Charisma. Es sind die Mitakteure, insbesondere Teddy und Stiesel, die den Comic tragen. Allerdings ist Jeff sehr stilvoll im Stil der späten 1950er-Jahre angezogen.

## Alben
Die Alben sind vollständig beim Carlsen Verlag erschienen. Teile der Reihe wurden schon vorher bei Rolf Kauka unter dem Titel Harro und Platte veröffentlicht. Der Titel aus der Kauka-Veröffentlichung darf nicht mit der Serie Harry und Platte verwechselt werden. Von 2009 bis 2010 erschien eine Gesamtausgabe bei Ehapa, eine weitere vollständige Sammlung als Gesamtbox wurde im August 2021 bei Carlsen veröffentlicht.
Die Geschichten haben unterschiedliche Längen. So erstreckt sich die erste Geschichte über zwei Alben (Teddy zieht Leine und Kokain und alte Meister), während beispielsweise Das verschwundene U-Boot vier Geschichten enthält.

## Erschienene Titel
Alle Jeff-Jordan-Geschichten mit deutschem Titel, Jahr der Erstveröffentlichung und Originaltitel:
- Teddy zieht Leine, 1956/57 (Libellule s’évade)
- Kokain und alte Meister, 1957/58 (Popaïne et vieux tableux)
- Tödliche Flut, 1958/59 (La voiture immergée)
- Gefährliche Verfolgungsjagd, 1959/60 (Les Cargos du Crépuscule)
- Durch die Hölle von Massacara, 1960/61 (L’enfer de Xique-Xique)
- Die Nacht des Schwarzen Hundes, 1961 (Surboum pour 4 Roues)
- Die Roten Mönche, 1962 (Les Moines Rouges)
- Die Jagd auf Teddy Bär, 1963 (La Poursuite)
- Tötet Jeff Jordan, 1963 (Les trois Taches)
- Geheimauftrag für Jeff Jordan, 1964/65 (Le Gant à trois doigts)
- Anschlag im Reisfeld, 1966 (Le Chinois à deux roues)
- Kampf im Kriegsgebiet, 1966 (La Guerre en caleçon)
- Heiße Jagd nach kalten Pelzen, 1967 (Chaud et froid)
- Der große Wind, 1968 (Le grand Souffle)
- Fröhliche Weihnachten, 1968 (La Bouteille)
- Der Doppelgänger, 1969 (La Maison du mystère)
- Eine explosive Erfindung, 1969 (Pateé explosive)
- Heiße Diamanten, 1970 (Carats en vrac)
- Das verhängnisvolle Geschenk, 1970 (Les santons)
- Tödliche Erleuchtung, 1971 (Coup d'éclat)
- Die unheimlichen Doppelgänger, 1971 (Gil Jourdan et les fantômes)
- Der Mann im weißen Pullover, 1971 (Queue de Cerise - L'Homme au pull blanc)
- Jagd auf eine Schallplatte, 1972 (Sur la piste d’un 33 tours)
- Das verschwundene U-Boot, 1978/79 (Entre deux eaux)